# 노하 (전한)
노하(盧賀, ? ~ 기원전 91년)은 전한 중기의 제후로, 개국공신 노관의 후손이다.

## 생애
원광 6년(기원전 129년), 아버지 노편의 뒤를 이어 아곡후(亞谷侯)에 봉해졌다.
정화 2년(기원전 91년), 여태자가 반란을 일으켰다(무고의 난). 노하는 여태자가 발급한 부절을 받았기 때문에 반란에 가담한 것으로 의심받아, 고문받다가 죽었다.

## 출전
- 사마천, 《사기》
  - 권19 혜경간후자연표
- 반고, 《한서》
  - 권17 경무소선원성공신표

| 선대 아버지 아곡강후 노편 | 전한의 아곡후 기원전 129년 ~ 기원전 91년 7월 신사일 | 후대 (봉국 폐지) |